# Eemeli Peltonen
Lasse Eemeli Heikinpoika Peltonen (15. září 1994 Kerava, Finsko – 19. srpna 2025 Helsinky, Finsko) byl finský politik a člen finského parlamentu.

## Životopis
Eemeli Peltonen se narodil 15. září 1994 v Keravě. Od roku 2013 působil jako městský radní ve městě Järvenpää a v letech 2017 až 2021 jako předseda městské rady. Podle časopisu Kuntalehti byl během funkčního období 2017– až 2021 nejmladším předsedou rady ve Finsku. V regionálních volbách v roce 2022 byl zvolen do rady sociálního oblasti Centrální Uusimaa a od jara 2022 do roku 2025 působil jako předseda rady sociální oblasti.
V letech 2013 až 2017 působil jako předseda výboru pro vzdělávání a volný čas města Järvenpää. V komunálních volbách v roce 2012 získal  jako nováček 153 hlasů a stal se pátým nejoblíbenějším kandidátem své strany. V komunálních volbách na jaře 2017 získal 390 hlasů, čímž se stal nejúspěšnějším kandidátem své strany a pátým nejoblíbenějším kandidátem v celém městě. V komunálních volbách v červnu 2021 získal 909 hlasů a opět se stal kandidátem, který získal nejvíce hlasů ve své straně.
Eemeli Peltonen byl členem Sociálně demokratické strany (SDP). Od roku 2014 byl členem stranické rady strany. V letech 2014 až 2015 působil jako předseda mládežnické organizace SDP v regionu Uusimaa a v letech 2016 až 2018 jako první místopředseda mládežnické organizace SDP. V červnu 2020 absolvoval magisterské studium v oboru společenských věd.
V letech 2015 až 2021 pracoval  jako asistent poslanců Mika Kariho a Joony Räsänena v parlamentní skupině sociálních demokratů. Na jaře 2021 přešel na pozici komunikačního specialisty v odborové organizaci Service Union United (PAM).
V letech 2018 až 2021 byl předsedou vyjednávací rady policejního oddělení East Uusimaa a v letech 2018 až 2022 členem farní rady v Järvenpää.
Byl kandidátem v parlamentních volbách v roce 2019 v provincii Uusimaa a získal 3 492 hlasů, ale nebyl zvolen. V následujících volbách získal 5 747 hlasů a byl zvolen.

### Smrt
Eemeli Peltonen spáchal dne 19. srpna 2025 sebevraždu v budově parlamentu v Helsinkách. Trpěl onemocněním ledvin a byl v pracovní neschopnosti. Podle zpráv se jeho smrt týkala pádu ze schodů.